# ジェームズ・シェイファー
ジェームズ・クリスチャン・”マンキー ”・シェイファー（英語: James Christian "Munky" Shaffer, 1970年6月6日 - ）はアメリカ合衆国のギタリスト、コーンのメンバーの一人。また、2008年からはソロプロジェクトであるFear and the Nervous Systemのメンバーでもある。
カリフォルニア州ベーカーズフィールド出身。

## 私生活
2000年1月15日に結婚した。娘がいる。2004年に離婚した。2005年にアルバニア系アメリカ人の女優およびモデルであるEvis Xhenetiとデートし始めた。彼らは2012年1月2日にフランスのパリで結婚した。3人の子供がいる。

## 使用機材
ギターは星野楽器のアイバニーズ・K7を愛用している。